# Arcocotangente

Gráfica de la función arcocotangente.

En trigonometría, la arcocotangente es la función inversa de la cotangente de un ángulo dentro de un intervalo {\displaystyle (0,\pi )}. Se simboliza {\displaystyle \operatorname {arccot} \alpha \,} ó {\displaystyle \operatorname {arcctg} \alpha \,} y su significado geométrico es el ángulo cuya cotangente es alfa.
{\displaystyle y=\operatorname {arccot}(x)\longrightarrow x=\cot(y)}
Y, teniendo en cuenta la relación entre la cotangente y la tangente, podemos establecer que: 
{\displaystyle \operatorname {arccot}(x)={\frac {\pi }{2}}-\arctan(x)}
Por tanto, por la propia definición de la función, su valor práctico más inmediato es el de despejar la longitud de un ángulo cuando conocemos la cotangente de éste.

## Propiedades

Comparación entre la gráfica de la función arcocotangente (en verde) y la gráfica de la función arcotangente (en rojo).

La función está definida para todo número real ℝ, siendo, por tanto, su dominio de definición {\displaystyle (-\infty ,\infty )}. El codominio de la función está acotado en el intervalo {\displaystyle [0,\pi ]}. La arcocotangente es una función continua y estrictamente decreciente, definida para todos los números del conjunto real.
{\displaystyle \operatorname {arccot} :\mathbb {R} \rightarrow \left(0,\pi \right)}.

La función presenta límites en

{\displaystyle \lim _{x\rightarrow +\infty }\operatorname {arccot} x=0}
y
{\displaystyle \lim _{x\rightarrow -\infty }\operatorname {arccot} x=\pi }.
La gráfica de la función es simétrica respecto al punto {\displaystyle \left(0,{\frac {\pi }{2}}\right)}, siendo entonces {\displaystyle \operatorname {arccot} x=\pi -\operatorname {arccot} \left(-x\right)}.
La derivada de la función arcocotangente es {\displaystyle {\frac {d}{dx}}\operatorname {arccot} x=-{\frac {1}{1+x^{2}}}}.

## Notación
La notación habitual de la función arcocotangente es Error al representar (SVG (MathML puede ser habilitado mediante un plugin de navegador): respuesta no válida («Math extension cannot connect to Restbase.») del servidor «http://localhost:6011/es.wikipedia.org/v1/»:): {\displaystyle \arccot(x)\,}
 o bien cot-1 (leído como cotangente a la menos uno). Esta última notación no suele estar aconsejada debido a su ambigüedad, ya que es susceptible de ser confundida con una potencia de exponente -1, siendo su uso habitual en Norteamérica y en las calculadoras de bolsillo.